# Sarcophaga clarahenae
Sarcophaga clarahenae är en tvåvingeart som först beskrevs av Andy Z. Lehrer 1999.  Sarcophaga clarahenae ingår i släktet Sarcophaga och familjen köttflugor.
Artens utbredningsområde är Israel. Inga underarter finns listade i Catalogue of Life.